# Biosteres punctiscuta
Biosteres punctiscuta är en stekelart som först beskrevs av Thomson 1895.  Biosteres punctiscuta ingår i släktet Biosteres och familjen bracksteklar. Inga underarter finns listade.